# Мэй (фильм)
«Мэй» (англ. «May») — американский фильм ужасов 2002 года. Главную роль исполняет Анджела Беттис, в других ролях Анна Фэрис и Джереми Систо. Режиссёр и сценарист Лаки МакКи.

## Сюжет
Мэй Дав Кэнеди — 28-летняя девушка, которая страдала с детства из-за своего косоглазия. У нее очень мало социальных взаимодействий, ее единственный «настоящий друг» — кукла в стеклянной коробке по имени Сьюзи, сделанная ее матерью и подаренная Мэй на ее день рождения со словами: «Если ты не можешь найти друга, сделай его сама». Мэй работает в ветеринарной клинике, помогает с операциями. Ее врач фиксирует косой глаз Мэй, сначала очками, затем контактными линзами. Мэй подружилась с Адамом, местным механиком. У нее появляется привязанность к его рукам, которые она считает самой привлекательной его частью, и они начинают встречаться. Коллега Мэй, лесбиянка Полли, начинает флиртовать с Мэй. Однажды Мэй замечает, что у Полли красивая шея. Они становятся друзьями, а Полли дарит Мэй своего питомца, кошку Лупе.
Мэй приглашает Адама в свою квартиру, и он показывает ей фильм, который снял для своего университета под названием «Джек и Джилл». Фильм раскрывает историю двух молодых влюбленных, которые идут на пикник и в конечном итоге едят друг друга. Мэй проникается каннибализмом в фильме. Во время интенсивного сеанса она кусает Адама за губу, и она кровоточит. Обеспокоенный ее подозрительным поведением, Адам внезапно уходит. Мэй кричит на Сьюзи и запихивает ее в шкаф. Она начинает волонтерство в школе для слепых детей. Она поддается желаниям Полли и начинает короткий роман. Адам перестает ей звонить, и Мэй слышит, как он говорит, что рад, что смог от нее избавиться. Убитая горем, она навещает Полли и находит ее с другой девушкой по имени Амброзия. Когда даже Лупе отказывается приближаться к ней, Мэй приходит в ярость и случайно убивает Лупе. Она сходит с ума и верит, что Сьюзи разговаривает с ней.
Мэй берет Сьюзи в школу и говорит слепым детям, что Сьюзи — ее лучшая подруга. Дети изо всех сил пытаются вытащить куклу из стеклянной коробки, и она разбивается. Мэй и дети режутся разбитым стеклом. Собрав разбитую куклу, Мэй возвращается домой опустошенной. На следующий день она встречает парня-панка по имени Бланк. Он спрашивает ее, хочет ли она поесть конфет с ним, и она принимает предложение. Девушка не очень им восхищается, но ей нравится татуировка на руке. В ее доме Бланк находит кошачий труп и называет Мэй уродом. В отместку Мэй бьет его в голову ножницами.
В ночь на Хэллоуин Мэй одевается в самодельный костюм, напоминающий Сьюзи, и отправляется в дом Полли. Она перерезает горло Полли. Когда Амброзия прибывает, Мэй восхищается ее ногами и бьет Амброзию. Затем она убивает Адама и его новую девушку Хоуп. Дома она создает своего «нового друга», Эми (анаграмма ее собственного имени), куклу в натуральную величину, сделанную из рук Бланка, шеи Полли, рук Адама, ног Амброзии и ушей Хоуп. Она использует мех Лупе для волос. Голова и туловище набиты тканью. Мэй понимает, что у Эми нет глаз, и она не может «видеть» ее, поэтому Мэй решает выколоть свой косой глаз, смертельно ранив себя. Плача от боли и кровотечения, она кладёт глаз на голову Эми и просит куклу посмотреть на нее. Она падает замертво на кровати рядом с куклой. Ее творение оживает и ласково гладит лицо Мэй руками Адама.

## Музыка
В фильме «Мэй» звучат партитура и оригинальные песни Джеммса Лакетта из рок-группы Poperratic (тогда известной как Alien Tempo Experiment 13). В саундтрек вошли такие исполнители, как The Breeders, The Kelley Deal 6000, H Is Orange, Strangels, Thrill My Wife, The Wedding’s Off, Angelo Metz и Tommy James and the Shondells.

## Критика
В 2006 году Чикагская ассоциация кинокритиков поставила «Мэй» на 61-е место среди самых страшных фильмов всех времён, а критик с сайта TheMovieBoy назвал «Мэй» лучшим фильмом 2003 года.

## В ролях
| Актёр          | Роль          |
| -------------- | ------------- |
| Анджела Беттис | Мэй           |
| Джереми Систо  | Адам          |
| Джеймс Дювал   | панк          |
| Анна Фэрис     | Полли         |
| Николь Хильтц  | Амброзия      |
| Кевин Гейдж    | Мистер Кенеди |

## Награды
- Брюссельский кинофестиваль фантастических фильмов — Лучшая актриса: Анджела Беттис.
- Кинофестиваль в Сиджесе — Лучшая актриса: Анджела Беттис, Лучший сценарий: Лаки МакКи.
- Кинофестиваль в Жерармере — Premiere Award: Лаки МакКи.
- Международная неделя фантастического кино в Малаге (Málaga International Week of Fantastic Cinema) — Лучшая актриса: Анджела Беттис, Лучший сценарий: Лаки МакКи, Лучший фильм.